# 高柳知葉
高柳知葉（日语：／ Takayanagi Tomoyo，1994年10月14日—）是日本的女性聲優，千葉縣出身。現所屬Raccoon Dog，原屬Pro-Fit。

## 人物
小學時聽廣播時開始憧憬大原沙耶香的聲音，並因此決定成為聲優。
Pro-Fit聲優養成所的畢業生，2015年4月加入Pro-Fit。2015年曾參加鎖鏈戰記副都部門的甄選。
2018年1月，從非正式所屬升為準所属。

## 演出作品
※粗體字為主要角色。

### 電視動畫
2014年
- 信長協奏曲[7]
- 尋找失去的未來（女學生[3]）

2015年
- 少年好萊塢 -HOLLY STAGE FOR 50-（歌迷）
- 庭球社 5期（店員、女學生A）
- 與魔共舞（留守電）

2016年
- 麵包超人（鉛筆小子、貓美[8]）

2017年
- 重啟咲良田（店員）
- 雛邏輯～來自幸運邏輯～（藤崎梨乃[9]）
- DYNAMIC CHORD（觀眾）
- 夢幻慶典R（歌迷）
- 動畫同好會（會場模特兒）

2018年
- citrus（學生A）
- 賽馬娘 Pretty Derby（小栗帽）
- 偶像活動Friends！（偶像）
- ISLAND（鳩間杏[10]、安·哈特曼）

2019年
- 動物朋友2（走鵑）
- 天使降臨到我身邊！（同學、店員）
- 環戰公主（同盟學園的前輩、吉野）
- Re:Stage！Dream Days♪（南風野朱莉[11]）
- 街角魔族（阳夏木蜜柑）

2020年
- 戀愛小行星（木之幡米拉）
- number24（春）
- 排球少年！！TO THE TOP（女子A）
- 賽馬娘四格（小栗帽）
- 阿拉德:逆轉之輪（奧德伊茲）
- 在魔王城說晚安（廣播）

2021年
- 堀與宮村（女子高中生）
- 偶像學園Planet！（觀眾）
- 暮蟬悲鳴時業（學生）
- WIXOSS DIVA(A)LIVE（Machina）
- 真白之音（小藪啟子）
- 青梅竹馬絕對不會輸的戀愛喜劇（淺黃玲菜）
- 龍先生、想要買個家。（女旅人）
- BLUE REFLECTION RAY/澪（靭心）
- 白金終局（女學生B）

2022年
- 戀上換裝娃娃（幼年新菜）
- SLOW LOOP-女孩的釣魚慢活-（男孩子）
- Healer Girl 歌癒少女（孩子們）
- 街角魔族 2丁目（阳夏木蜜柑[12]）
- 理科生墜入情網，故嘗試證明。r=1-sinθ（神谷圓香）
- 輝夜姬想讓人告白-超級浪漫-（舞台員）
- 組長女兒與保姆
- SHINE POST（冰海菜花[13]）
- 戀愛Flops（記者、播報員）

2023年
- 久保同學不放過我（舞、劍與魔法女主角）
- 關於我在無意間被隔壁的天使變成廢柴這件事（女學生）
- REVENGER（次郎兵衛）
- 物之古物奇譚（音聲）
- 不要欺負我，長瀞同學 2nd Attack（女子B）
- 我內心的糟糕念頭（田澤）
- 放學後失眠的你（女學生）
- 【我推的孩子】（天童寺紗利奈[14]）
- 江戶前精靈（女性B）
- 和山田談場Lv999的戀愛（佐紀）
- 奇異賢伴 黑色天使
- 殭屍100～在成為殭屍前要做的100件事～（避難民B女性）
- B-PROJECT〜熱烈*Lovecall〜（粉絲）
- 靠著魔法藥水在異世界活下去！（弗蘭西特[15]）

2024年
- BUCCHIGIRI?!（女子D、NG GIRLS C）
- 神明渴求著遊戲。（喪屍帕芙）
- 鬼滅之刃 柱訓練篇（寺裡的孩子）
- 異世界悠閒紀行～邊養娃邊當冒險者～（米蕾娜）
- 【我推的孩子】 第2期（天童寺紗利奈）
- 去參加聯誼，卻發現完全沒有女生在場（千草[16]）

2025年
- 賽馬娘 蘆毛灰姑娘（小栗帽[17]）
- 快藏好！瑪琪娜同學！！（我妻瑪琪娜[18]）
- 搖滾樂是淑女的嗜好（井谷真纪）

### 遊戲
2015年
- 萬千回憶（三帝的珠鞭士[19]、虚跡的黑弓師阿克蕾努[20]）
- 家電少女（美沙沙[2]）
- 動物朋友（扁頭豹貓、長耳蝠、蝦夷鹿、蜜獾[21]、騾鹿）
- 雷子 -紺碧之章-（莫耶[22]）

2016年
- 萬千回憶（三又鞭的花嫁[23]）
- 足球甜心（田中藍子[24]）
- 鎖鏈戰記～絆之新大陸～（賣牛奶的琪琪卡）
- 桃色大戰（宮前加奈、夏綠蒂·雷伊[25]）
- 世界鎖鏈（阿夏）

2017年
- 青空Under Girls！（乙葉胡桃）
- Re:Stage！節奏舞步（南風野朱莉[26]）

2018年
- 賽馬娘Pretty Derby（小栗帽[27]）
- 飛舞於天涯、粹之花（彌島菊子[28]）
- 天華百劍-斬-（獅子王）
- 王之逆襲（羅迪娜[29]）

2019年
- 閃耀幻想曲（陽夏木蜜柑、木之幡米拉）
- 動物朋友3（走鵑）

2021年
- 賽馬娘 Pretty Derby（小栗帽）
- BLUE REFLECTION TIE/帝（靭心）
- 怪物彈珠（2021年 - 2024年 天鳥船、傅柯、摩斯〈粉絲〉）

2022年
- 新楓之谷（影武者（女））

2023年
- 聖火降魔錄 Engage（菈琵思）

2024年
- 聖火降魔錄 英雄雲集（菈琵思）
- 聖女不死心 ～不受歡迎形單影隻的死靈法師轉生成為聖女，努力結交新的朋友～（阿列克謝·阿爾貝特）

### 廣播劇CD
2014年
- 月刊少女野崎同學[2]

## 音樂作品

### 角色歌
| 發售日  | 商品標題                             | 演唱名義                                                       | 歌曲                      | 備註                                |
| 2017年  | 2017年                               | 2017年                                                         | 2017年                    | 2017年                              |
| ------- | ------------------------------------ | -------------------------------------------------------------- | ------------------------- | ----------------------------------- |
| 1月11日 | 賽馬娘 Pretty Derby STARTING GATE 02 | 小栗帽（高柳知葉）                                             | 「unbreakable」           | 遊戲《賽馬娘 Pretty Derby》相關歌曲 |
| 1月11日 | 賽馬娘 Pretty Derby STARTING GATE 02 | Maruzensky（Lynn）、富士奇蹟（松井惠理子）、小栗帽（高柳知葉） | 「UNLIMITED IMPACT」 「」 | 遊戲《賽馬娘 Pretty Derby》相關歌曲 |
| 2020年  |                                      |                                                                |                           |                                     |
| 3月25日 | 戀愛小行星 原聲帶                    | 木之幡米菈（高柳知葉）                                         | 「」                      | 電視動畫《戀愛小行星》片尾曲        |

## 外部連結
- 事務所官方簡歷 （页面存档备份，存于）（日語）
- 高柳知葉的X（前Twitter）（日語）